# Ota IV. z Bergova
Ota IV. (mladší) z Bergova (1399–1452) byl český šlechtic, příslušník panského rodu z Bergova, a jeden z vůdců protihusitského boje. Za manželku měl Markétu (??? – 1415), dceru Smila Dlaska ze Vchynic.
Ota z Bergova v roce 1415 přepadl opatovický klášter. „Jan Městecký z Opočna, vybujnělý potomek svého rodu… a Ota z Bergova spáchali na kněžstvu skutek násilný a loupežný, a to nikoli z náboženského stranictví, nýbrž ze zisku mrzkého. Slezli totiž 1. listopadu 1415 v temné noci Opatovický klášter, chtíce se velikých tajných pokladů jeho zmocniti. Proto učinili násilí mnichům a chtíce od opata Lacury o pokladech zvěděti, tak ho utrýznili, že v krátkém čase zemřel. Nenalezše pokladu, jehož žádostivi byli, vybrali klášter i chrám a s velikou loupeží odtud odešli. Král Václav opomenul pachatele za ten zločin stíhati.“
Po svém otci Otovi III. z Bergova zdědil Ota IV. nejen hlavní rodinné sídlo Trosky, ale také panství Chlumec nad Cidlinou, na které roku 1424 zaútočili Pražané pod vedením Zikmunda Korybutoviče a Jana Hvězdy (Bzdinky) a dobyli je. Chlumecké panství bylo zřejmě předáno panu Hynku Bočkovi z Poděbrad, který se husitské výpravy také účastnil. Krátce poté se ale panství Chlumec ujímá znovu Ota se svým synem Janem z Bergova, tentokrát už ale oba jako kališníci. Chlumec nad Cidlinou během husitských válek značně utrpěl, nicméně „Ota se synem svým Janem vykonali pro chlumecké velice záslužný čin, všech robot je osvobodivše, čímž umožnili vývoj jejich hospodářství i živností.“
Ota zemřel roku 1452 před sv. Havlem.